# Muerto viviente

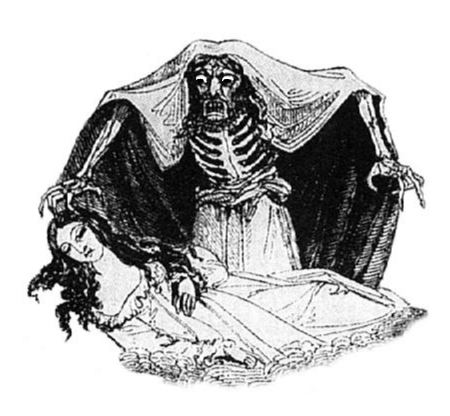
Varney el vampiro es considerado un no muerto.

El muerto viviente— también llamado no muerto o muerto vivo — es una criatura fantástica que se genera con la resurrección de un cadáver. Sin embargo, el muerto viviente no retorna con todas las funciones biológicas que tenía en vida; no es más que un cadáver con la capacidad de moverse y en algunas ocasiones de pensar.
La acepción «muerto viviente» puede referirse a varios tipos de criaturas fantásticas; por ejemplo: liches, zombis, fantasmas, vampiros, esqueletos y momias reanimados, etcétera. En cambio, el monstruo de Frankenstein no es considerado un muerto viviente como tal, dado que conserva sus funciones vitales al ser revivido. Los «no muertos» son utilizados por los hechiceros oscuros y los magos oscuros para llevar a cabo sus propósitos. 
En muchos videojuegos se les representa de la misma forma; la resurrección de cadáveres capaces de realizar algunas acciones. Un título, o videojuego en el que tomas el papel de un no muerto, es Dark Souls, que, dicho previamente, en la introducción resurge como un cadáver.

## Listado de seres no muertos
- Anchimallén
- Momia
- Draugr
- Nazgul
- Gashadokuro
- Jiang Shi
- Liche
- Vampiro
- Jinete sin cabeza
- Zombi
- Fantasma